# Исследовательско-информационный центр кнессета
Исследовательско-информационный центр кнессета (ивр. מרכז המחקר והמידע של הכנסת‎) — израильский исследовательский центр, действующим в кнессете для предоставления депутатам кнессета и его комиссиям объективной и независимой информации, необходимой им для их работы. В отсутствие такой информации депутаты кнессета и комиссии зависят от информации, полученной от правительственных министерств и лоббистов, которая может быть предвзятой в отношении определенных интересов.
Центр предоставляет кнессету различные данные, справочные документы, документы и комплексные исследования. Целью предоставления документов является обработка и анализ данных по вопросам, которые находятся в повестке дня кнессета, его комитетов и депутатов, по запросу или в инициативном порядке. Исследовательско-информационный центр готовит обзоры, международные сравнения, экономические документы и сметы расходов законопроектов, размещенных для обсуждения кнессета. Также центр периодически контролирует выполнение законов, принятых кнессетом.

## История
Центр был основан председателем кнессета Авраамом Бургом в 2000 году. В 2003 году одно из его полномочий было впервые закреплено в уставе кнессета, когда было определено, что если депутат кнессета не согласен с оценкой Министерством финансов бюджетной стоимости законопроекта, он может запросить альтернативную оценку у центра. В 2008 году его статус также был закреплен в законе о кнессете с введением в действие статьи, которая требует от государственных органов незамедлительно предоставлять центру необходимую ему информацию, за исключением информации, передача которой может нанести ущерб безопасности государства или его внешним связям, информация, подготовка которой связана с необоснованным выделением ресурсов, информация о незавершенных судебных разбирательствах, а также проекты и внутренние консультации.

## Организационная структура
С 2017 года руководителем центра является адвокат Одая Кин, с 2006 по 2017 год его возглавляла доктор Ширли Авраами. В центре работают около 40 координаторов исследований и информации, большинство из которых имеют степень магистра или степень доктора наук в области юриспруденции, экономики и общественных наук.
В центре есть отдел бюджетного контроля и четыре междисциплинарные группы, которые исследуют вопросы по разным темам. Исследователи центра выпускают около 300 отчетов в год, которые готовятся по запросу депутатов или комиссий кнессета. Центр также участвует в межпарламентских исследованиях в рамках своей роли наблюдателя в Исследовательском и информационном центре Европейского парламента (ECPRD).